# Promastacidae
Famille
Les Promastacidae sont une famille fossile d'insectes orthoptères.

## Distribution
Les espèces de cette famille ont été découvertes au Canada. Elles datent du Paléocène.

## Liste des genres
Selon Orthoptera Species File (16 juillet 2018) :
- † Promastacoides Kevan et Wighton, 1981
- † Promastax Handlirsch, 1910

## Publication originale
- (en) Kevan & Wighton, 1981 : Paleocene orthopteroids from south-central Alberta, Canada. Canadian Journal of Earth Sciences, vol. 18, no 12, p. 1824-1837.